# 질-닐슨 염색

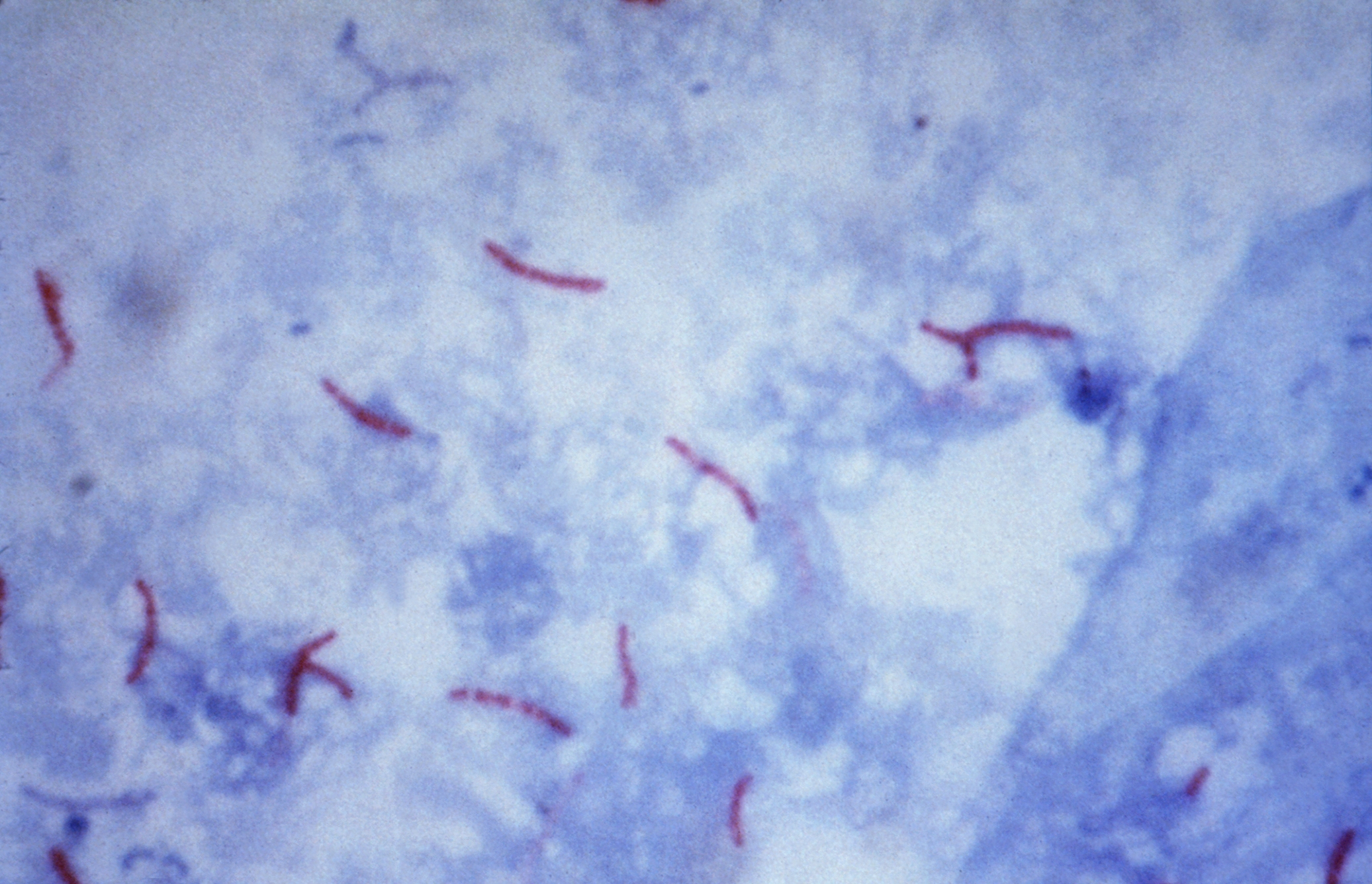
질-닐슨 염색을 사용하여 잘 보이게 한 결핵균

질-닐슨 염색(Ziehl-Neelsen staining) 또는 항산성염색(acid-fast staining)은 파울 에를리히가 처음 도입한 항산성 염색의 한 유형이다. 이 염색법은 항산균(산에 저항하는 성질이 있는 유기체), 주로 미코박테륨을 식별하는 데 사용되는 세균학적 염색법이다. 염색법을 수정한 두 명의 독일 의사, 세균학자 프란츠 질(Franz Ziehl, 1859-1926)과 병리학자 프리드리히 닐슨(Friedrich Neelsen, 1854-1898)의 이름을 따서 명명되었다.

## 미코박테리아
해부학적 병리 표본에서 면역조직화학과 질-닐슨 염색의 변형된 방법들(예: Fite-Faraco 방법)은 유사한 진단 유용성을 가지고 있다. 둘 다 전통적인 질-닐슨 염색보다 우수하다.
미코박테리움 속은 천천히 자라는 세균으로, 약간 구부러지거나 곧은 모양의 작은 막대 형태이다. 일부 유형의 키코박테리아는 가지나 필라멘트를 형성한다. 일부 미코박테리아는 자유 생활 부생생물이지만 많은 수의 미코박테리아는 동물과 인간에게 질병을 일으키는 병원체이다. 소결핵균(Mycobacterium bovis)는 소에서 결핵을 일으킨다. 결핵은 사람에게 전염될 수 있으므로 우유는 살균 처리하여 안의 세균을 죽인다. 인간에게 질병을 일으키는 일부 미코박테리움 종에는 나균(Mycobacterium leprae), 미코박테륨 칸사시(Mycobacterium kansasii), 미코박테륨 마리눔(Mycobacterium marinum), 소결핵균(Mycobacterium bovis), 미코박테륨 아프리카눔(Mycobacterium africanum), 미코박테륨 아비움(Mycobacterium avium) 복합체의 구성원이 있다. 결핵균(Mycobacterium tuberculosis)은 결핵(TB)을 일으키는 미코박테륨의 일종으로, 일반적으로 공기로 이동하여 인간의 폐를 감염시키는 세균이다. 결핵의 증상으로는 심한 기침, 흉통, 피로, 체중 감소, 식욕부진, 오한, 발열, 식은땀이 있다. 잠복결핵 감염을 치료하기 위한 일반적인 요법에는 아이소니아지드, 리파펜틴, 리팜핀의 사용이 있다. 약물 내성 균주인 결핵이 발병한 사람들을 위해 투여하는 약물을 바꿀 수 있다. 결핵 검사에는 혈액 검사, 피부 검사, 흉부 엑스레이가 포함된다. 결핵 도말 검사 시 항산성 염색법을 사용하여 염색한다. 미코박테륨과 같은 이러한 항산성 유기체는 세포벽 내에 미콜산이라고 하는 지질을 다량 함유하고 있다. 이로 인해 미코박테륨은 그람 염색과 같은 일반적인 염색법에 제대로 염색되지 않는다. 질-닐슨 염색과 같은 항산성 염색법은 노카디아(Nocardia)와 같은 몇 가지 다른 세균을 염색하는 데에도 사용할 수 있다. 질-닐슨 염색에 사용되는 시약은 석탄산 푹신, 산성 알코올, 메틸렌 블루이다. 항산성 간균은 염색 후 밝은 빨간색으로 나타난다.

## 진균
질-닐슨 염색은 좁은 스펙트럼의 진균을 염색할 수 있는 염색법이다. 선택적으로 진균을 염색시키며 따라서 진균을 구별하고 식별하는 데 도움이 될 수 있다. 많은 진균의 세포벽은 항산성이 아니기 때문에 질-닐슨 염색의 결과는 다양하게 나타난다. 질-닐슨 염색으로 염색되는 일반적인 유형의 항산성 균을 히스토플라스마(HP)라고 한다. 히스토플라스마는 토양과 새와 박쥐의 대변에서 발견된다. 인간은 진균의 포자를 흡입하여 히스토플라스마증에 걸릴 수 있다. 히스토플라스마는 체내로 들어가 포자가 효모로 변하는 폐로 이동한다. 효모는 혈류로 들어가 림프절과 신체의 다른 부분에 영향을 미친다. 일반적으로 사람들은 포자를 흡입해도 질병에 걸리지는 않지만, 흡입하면 일반적으로 독감과 유사한 증상이 나타난다. 이 염색법의 또 다른 변형은 무당버섯속(Russula)에 속한 특정 종의 표피 균사에서 항산성 외피를 차별적으로 염색하기 위해 균학에서 사용된다. 일부 자유 내생포자는 작은 효모와 혼동될 수 있으므로 염색은 알려지지 않은 균류를 식별하는 데 사용된다. 또한 와포자충속(Cyptosporidium)이나 등포자충속(Isospora)과 같은 일부 원생동물을 식별하는 데 유용하다. 충란과 기생충(O&P)에 대한 가래 검체의 충란이 염색에 의해 용해될 수 있기 때문에 폐흡충증 같은 질병의 경우 오히려 진단을 방해할 수 있다. 이를 역이용해 결핵이 기생충증과 징후와 증상이 매우 유사하기 때문에 둘을 감별할 필요가 있는 환경에서는 종종 사용된다.

## 역사
1882년 로베르트 코흐(Robert Koch)는 결핵의 원인을 발견했다. 코흐의 발견 직후 파울 에를리히(Paul Ehrlich)는 백반 헤마톡실린 염색이라고 하는 결핵균에 대한 염색법을 개발했다. 그런 다음 프란츠 질은 매염제로 석탄산을 사용하여 에를리히의 염색 기술을 수정했다. 프리드리히 닐슨은 질의 매염제 선택을 유지했지만 기본 염색제를 석탄산 푹신으로 바꿨다. 질과 닐슨이 에를리히의 염색법을 수정하면서 질-닐슨 염색을 개발했다. 또 다른 항산성 염색은 조지프 키뉸(Joseph Kinyoun)이 질-닐슨 염색 기술은 유지하면서 절차에서 가열 단계를 제거하여 개발했다. 이 새로운 염색법은 키뉸 염색이라고 명명되었다.

## 단계
전형적인 AFB 염색 절차는 현탁액에 있는 세포를 슬라이드에 떨어뜨린 다음, 액체를 공기에 건조시키고, 세포를 열로 고정하는 단계를 포함한다.
| 단계      | 시약                          | 세포의 색 | 세포의 색 | 세포의 색 | 세포의 색 |
| 단계      | 시약                          | 항산성    | 비항산성  |           |           |
| 기본 염료 | 석탄산 푹신                   | 빨간색    | 빨간색    |           |           |
| 탈색제    | 산성 알코올                   | 빨간색    | 무색      |           |           |
| 대비 염색 | 메틸렌 블루 / 말라카이트 그린 | 빨간색    | 파란색    |           |           |

연구에 따르면 배양 없이 AFB 염색만 시행하면 음성 예측 값이 좋지 못하다. AFB 배양은 AFB 염색과 함께 수행해야 한다. 배양을 함께 시행하면 훨씬 더 높은 음성 예측 값을 보인다.

## 기전 설명

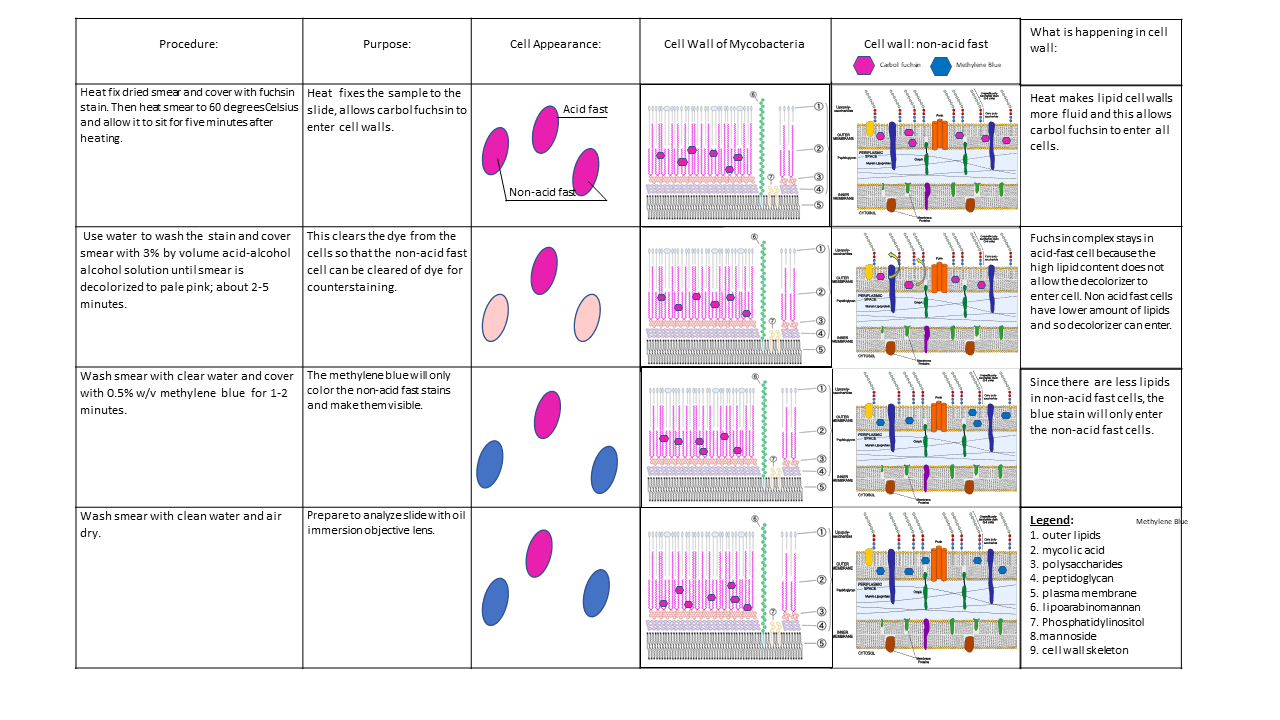
항산성 세포 및 비항산성 세포에서의 항산성 염색 단계.

처음에는 석탄산 푹신이 모든 세포를 염색시킨다. 산성 알코올로 이를 탈색하면 항산성 세균은 두껍고 왁스 같은 지질층(미콜산)을 가지니 탈색되지 않고, 지질층이 없는 비항산성 세균만 탈색된다. 대비 염색(counter stain)을 시행하면 비항산성 박테리아가 대비 염색제를 흡수하여 현미경으로 볼 때 파란색(대비 염색제로 메틸렌 블루 사용 시) 또는 녹색(대비 염색제로 말라카이트 그린 사용 시)이 된다. 항산성 박테리아는 여전히 석탄산 푹신으로 염색된 상태므로 빨간색으로 보인다.

## 수정
- 방선균, 노카디아 염색용 1% 황산 알코올.
- 등포자충속, 원포자충속 염색용 0.5-1% 황산알코올.
- 박테리아 내생포자 염색용 0.25-0.5% 황산 알코올.
- 차별적 염색 – 아세트산 사용, 열 사용하지 않음, 2차 염색은 Loeffler의 메틸렌 블루(물에 메틸렌 블루를 0.05wt%로 녹인 용액)으로 시행.
- 위에서 언급된 키뉸 염색도 사용할 수 있다.
- 푹신 염색 용액에서 독성이 강한 페놀을 세제로 대체하는 프로토콜이 존재한다.[22]

## 같이 보기
- 그람 염색
- 항산균

### 온라인 프로토콜 예시
- Ziehl–Neelsen 보관됨 2007-01-07 - 웨이백 머신 프로토콜(PDF 형식).

## 참고 문헌
- "Microbiology with Diseases by Body System", Robert W. Bauman, 2009, Pearson Education, Inc.